# Eilema truncata
Eilema truncata là một loài bướm đêm thuộc phân họ Arctiinae, họ Erebidae.